# Rudolf Brunngraber
Rudolf Brunngraber (* 20. September 1901 in Wien, Österreich-Ungarn; † 5. April 1960 ebenda) war ein österreichischer Schriftsteller, Journalist und Maler.

## Leben
Brunngraber stammte aus proletarischem Milieu, er war der Sohn eines Maurers im Wiener Arbeiterbezirk Favoriten. Nach Absolvierung der Lehrerbildungsanstalt besuchte Brunngraber die Wiener Akademie für angewandte Kunst. Der seit seiner Jugend der Sozialdemokratie nahestehende Brunngraber arbeitete in der Folge als Gebrauchsgraphiker und in einer Reihe von anderen Berufen, befasste sich aber auch mit Sozialstatistik. 1932 erschien sein erster Roman „Karl und das zwanzigste Jahrhundert“, der sich stark auf die einschlägigen Forschungen von Otto Neurath stützte. Der Autor arbeitete selbst von 1928 bis 1934 an Neuraths Gesellschafts- und Wirtschaftsmuseum. Das Buch erschien zuerst im Zentralorgan der SDAP, der Arbeiter-Zeitung und wurde dann zum internationalen Bucherfolg. 
1933 wurde Brunngraber zum Vorsitzenden der neu gegründeten österreichischen Vereinigung sozialistischer Schriftsteller gewählt. In der Zeit des Austrofaschismus konnte Brunngraber in Österreich nicht publizieren. Er war aber in Deutschland weiter sehr erfolgreich und wurde zeitweilig von der NS-Kulturpolitik vereinnahmt. Sein 1941 erstmals erschienener sachbuchartiger Roman Zucker aus Cuba wurde zu einem der großen Bestseller des Dritten Reichs. Nach 1945 kehrte Brunngraber wieder ins sozialdemokratische Lager zurück. Seit 1950 war er Mitglied der Deutschen Akademie für Sprache und Dichtung.
Er ruht auf dem Wiener Zentralfriedhof (15E-16-28) in einem ehrenhalber gewidmeten Grab.

## Werke
- Die Entwurzelten, 1928
- Karl und das 20. Jahrhundert. Roman, Societät, Frankfurt 1933, DNB 572550618.[1]
- Radium. Roman eines Elements. Roman, Rowohlt Verlag, Berlin 1936, DNB 572550693.[2]
- Die Engel in Atlantis. Roman, Rowohlt, Berlin 1938, DNB 57255057X.[3]
- Opiumkrieg. Roman, Rowohlt, Berlin 1939, DNB 572550626.
- Zucker aus Cuba. Roman eines Goldrausches. Roman, Rowohlt, Berlin 1941, DNB 572550758. Wieder Edition Die Donau hinunter, 1993
- Wie es kam: Psychologie des Dritten Reichs, Neues Österreich, Wien 1946, DNB 450656306.
- Irrelohe. Erzählung, Fromme & Co., Wien 1947, DNB 57255060X.
- Prozess auf Tod und Leben. Roman, Paul Zsolnay Verlag, Wien 1948, DNB 840646895.
- Der Prozeß. Filmdrehbuch, 1948[4]
- Überwindung des Nihilismus. Betrachtungen eines Aktivisten. Essay, Wiener Volksbuch, Wien 1949, DNB 572550723.
- Der Weg durch das Labyrinth. Roman, Paul Zsolnay, Wien 1949, DNB 57255074X.
- 1. April 2000. Filmdrehbuch, 1950 (mit Ernst Marboe)
- Der tönende Erdkreis. Roman der Funktechnik. Roman, Rowohlt, Berlin  1951, DNB 450656233.
- Heroin. Roman der Rauschgifte. Roman, Rowohlt, Berlin 1952, DNB 450656268.
- Fegefeuer. Roman, Rowohlt, Hamburg 1956, DNB 450656241.
- Die Schlange im Paradies. Roman, Verlag Kurt Desch, München 1958, DNB 450656292.

## Notizen
1. ↑  Neuauflagen Kronberg, 1978 u. Nördlingen, 1988, Reihe Die Andere Bibliothek, wieder Steidl, Göttingen 1999, ISBN 3-88243-669-7
2. ↑  In der Hörspielfassung von Günter Eich gesendet am 22. September 1937, mit Heinrich George als Sprecher, im Reichssender Berlin. Eine zeitgenössische Meinung, Gerd Eckert: Eich stellte die Wirkung des Radiums auf die Gesinnung vor ... in teilweise bizarren Szenen... So war es mehr eine Phantasie über das Radium. in: Glenn R. Cuomo: Career at the cost of compromise. Gunter Eich's life and work in the years 1933 - 1945. Reihe: Amsterdamer Publikationen zur Sprache und Literatur, 82. Rodopi, Amsterdam 1989, ISBN 90-5183-080-7, S. 163. Hier auch Archivnachweise über Brunngraber und die Nationalsozialisten zu dieser Zeit, Anm. 40. Andere Hörspielfassung Eichs nach 1945 beim NWDR. -- Engl. Fassung: Radium. A Novel. Übers. Eden Paul & Cedar Paul. Random House, London 1937. Diese Version ist in Google Books durchsuchbar
3. ↑  Neuaufl. Wien 1947, Frankfurt 1954. Phantastischer Roman
4. ↑  Regie G. W. Pabst; mit Ernst Deutsch als „bestem Hauptdarsteller“, einem Preis der Filmfestspiele Venedig 1948; mit Josef Meinrad in einer frühen Rolle

| Personendaten    | Personendaten                                      |
| ---------------- | -------------------------------------------------- |
| NAME             | Brunngraber, Rudolf                                |
| KURZBESCHREIBUNG | österreichischer Schriftsteller, Journalist, Maler |
| GEBURTSDATUM     | 20. September 1901                                 |
| GEBURTSORT       | Wien                                               |
| STERBEDATUM      | 5. April 1960                                      |
| STERBEORT        | Wien                                               |